# Sainte-Marie-du-Bois (Mayenne)
Sainte-Marie-du-Bois és un municipi francès situat al departament de Mayenne i a la regió de País del Loira. L'any 2007 tenia 217 habitants.

## Demografia

### Població
El 2007 la població de fet de Sainte-Marie-du-Bois era de 217 persones. Hi havia 85 famílies de les quals 26 eren unipersonals (15 homes vivint sols i 11 dones vivint soles), 22 parelles sense fills, 33 parelles amb fills i 4 famílies monoparentals amb fills.
La població ha evolucionat segons el següent gràfic:
Habitants censats

### Habitatges
El 2007 hi havia 157 habitatges, 93 eren l'habitatge principal de la família, 48 eren segones residències i 17 estaven desocupats. 148 eren cases i 1 era un apartament. Dels 93 habitatges principals, 76 estaven ocupats pels seus propietaris, 14 estaven llogats i ocupats pels llogaters i 3 estaven cedits a títol gratuït; 12 tenien dues cambres, 7 en tenien tres, 29 en tenien quatre i 44 en tenien cinc o més. 67 habitatges disposaven pel capbaix d'una plaça de pàrquing. A 35 habitatges hi havia un automòbil i a 48 n'hi havia dos o més.

### Piràmide de població
La piràmide de població per edats i sexe el 2009 era:
| Homes | Edats   | Dones |
| ----- | ------- | ----- |
| 0     | 95 o +  | 0     |
| 0     | 90 a 94 | 4     |
| 4     | 85 a 89 | 0     |
| 0     | 80 a 84 | 4     |
| 12    | 75 a 79 | 8     |
| 12    | 70 a 74 | 4     |
| 0     | 65 a 69 | 4     |
| 0     | 60 a 64 | 0     |
| 8     | 55 a 59 | 0     |
| 8     | 50 a 54 | 16    |
| 4     | 45 a 49 | 0     |
| 16    | 40 a 44 | 4     |
| 8     | 35 a 39 | 12    |
| 4     | 30 a 34 | 0     |
| 8     | 25 a 29 | 4     |
| 4     | 20 a 24 | 0     |
| 0     | 15 a 19 | 12    |
| 4     | 10 a 14 | 8     |
| 8     | 5 a 9   | 8     |
| 4     | 0 a 4   | 4     |

## Economia
El 2007 la població en edat de treballar era de 140 persones, 90 eren actives i 50 eren inactives. De les 90 persones actives 83 estaven ocupades (50 homes i 33 dones) i 8 estaven aturades (2 homes i 6 dones). De les 50 persones inactives 26 estaven jubilades, 13 estaven estudiant i 11 estaven classificades com a «altres inactius».

### Ingressos
El 2009 a Sainte-Marie-du-Bois hi havia 101 unitats fiscals que integraven 237 persones, la mediana anual d'ingressos fiscals per persona era de 14.567 €.

### Activitats econòmiques
Dels 3 establiments que hi havia el 2007, 1 era d'una empresa alimentària, 1 d'una empresa de construcció i 1 d'una empresa de comerç i reparació d'automòbils.
L'únic servei als particulars que hi havia el 2009 era una fusteria.
L'any 2000 a Sainte-Marie-du-Bois hi havia 32 explotacions agrícoles que ocupaven un total de 799 hectàrees.

## Poblacions més properes
El següent diagrama mostra les poblacions més properes.